# Emació (bandit)
D'acord amb la mitologia grega, Emació fou un bandit macedoni.
Solia matar els estrangers que entraven al seu país.
Fou mort per Heracles.